# 赫林峰
赫林峰（英語：Herrin Peak），是南極洲的山峰，位於埃爾斯沃思地，處於蘭德馬爾克峰以南11公里的戈萬冰川東岸，海拔高度1,755米，由明尼蘇達大學登山學會繪入地圖，現時由南極條約體系管理。